# 中国医院等级
中国医院的等级划分是中华人民共和国卫生行政管理部门对其行政管辖范围内医疗机构的评审制度，包括了对医院资质的审核标准。目前中国实行三级医疗服务体系，各个等级分为甲、乙两等，三级甲等为中国大陆医院的最高资质级别。三级医院作为优质医疗资源，多存在于如直辖市、省会和大型地级市等大城市，也有极少数县级医院可达到三级医院水平。

## 历史
中国在计划经济时期建立了一种三级医疗结构，但和目前的配置并不相同。

### 第一周期
1989年11月29日，中国卫生部发布《医院分级管理办法（试行草案）》《综合医院分级管理标准（试行草案）》，将医院分级与分等，医院按功能、任务不同划分为一、二、三级。其中：
一级医院：是直接向一定人口的社区提供预防、医疗、保健、康复服务的基层医院、卫生院。
二级医院：是向多个社区提供综合医疗卫生服务和承担一定教学、科研任务的地区性医院。

三级医院：是向几个地区提供高水平专科性医疗卫生服务和执行高等教学、科研任务的区域性以上的医院。
各级医院经过评审，按照《医院分级管理标准》确定为甲、乙、丙三等，三级医院增设特等，共三级十等。1994年2月，中国国务院以第149号令发布了《医疗机构管理条例》，同年9月1日正式实施。该条例第41条规定“国家实行医疗机构评审制度”。依据该条例，卫生部1995年发布《医疗机构评审办法》，进一步规定了医疗机构评审的基本结论是“合格”与“不合格”，对医院等医疗机构的每个级别内分为“甲等”、“乙等”、“丙等”，达到“合格”即为“丙等”。
医院评审制度主要由时任卫生部部长陈敏章推进。此制度的主要目的是为完善中国的医院标准体系，明确统计指标和发展方向，从而间接使得中国医院的医疗水平得到提高。但是，该机制同时也造成各个机构之间盲目追求数据，片面强调规模，评审过程中收受贿赂时有发生。例如一些县市医院为了评上三甲医院，花费巨资从国外购买了已被淘汰的二手CT机。唐山一所医院规定护士每天必须练习扎针100次，病人不够时就用自己和家人当试练对象。1998年3月，陈敏章正式卸任。1998年8月，卫生部发出《关于医院评审工作的通知》，暂停第一周期医院评审，以便总结经验、纠正乱象。至1998年底，中国大规模的医院评审工作暂时停止。从1989年到1998年，17708家医院被归类审定，其中三级医院558所（三级甲等医院376所）、二级医院3100所（另有数据3084所，二级甲等医院1765所）、一级医院14050所（另有数据13726所，一级甲等医院7561所），占1998年底中国医院总数的26.4%，中国成为世界上评审医院数目最多的国家。

### 重启评审
由于“国家实行医疗机构评审制度”已被写入国家政策法规，且《医疗机构管理条例》在此期间内未作修改，在法律层面上医疗机构的评审分级仍然可以依法进行。1998—2007年，中国大部门省、市、自治区的医院评审工作暂停，仍有少数省份继续开展评审工作，妇幼保健院、防疫机构、中医医院的第二周期评审工作陆续开展。1999年的《南宁年鉴》记载，该地某县妇幼保健院被评为国家一级甲等妇幼保健院；2006年《中国医院管理》第26卷提到，2004年和2005年，山西省完成了对79家二级以上医院的评审工作。2005年和2008年，中国卫生部分别推出了两版《医院管理评价指南》，并在2005年在全国开展“以病人为中心，以提高医疗服务质量为主题”的医院管理年活动，以推进医院管理的科学化、规范化和标准化建设，提高医疗质量。
2010年，卫生部重新启动了医院的等级评审。2011年，中国卫生部发布了《医院评审暂行办法》《三级综合医院评审标准（2011年版）》和《三级综合医院评审标准实施细则（2011年版）》。《医院评审暂行办法》对1995年的《医疗机构评审办法》做出更新，其中规定各级医院评审结论分为甲等、乙等、不合格。明确由各省级卫生行政部门负责本辖区的医院评审工作。
然而仅仅一年后，卫生部即要求对2010年12月31日后评审新增的三级医院不得发放三级医院等级证书和等级标识，已发给的要立即收回。在此期间，中国有超过240家医院从二级升为三级，其资格将重新审定
。
2017年6月底，新华社又发出消息称新版医院评审评价标准即将出台。同年9月，中国国务院决定取消“三级医院评审结果复核与评价”，国家卫生计生委明确三级医院评审结论改为备案管理，各省级卫生行政部门只需将过程和结果向国家卫生计生委备案。2020年底，中国国家卫生健康委更新《三级医院评审标准（2020年版）》。2022年12月6日，国家卫生健康委印发《三级医院评审标准（2022年版）》及其实施细则。2025年5月29日，国家卫生健康委关于印发《三级医院评审标准（2025年版）》及其政策解读。

## 等级
中国医院按功能、规模不同划分为一、二、三级。2011年印发的《医院评审暂行办法》规定，各级医院评审结论分为甲等、乙等、不合格。卫生行政部门会向评审结论为不合格的医院下发整改通知，整改后再次不合格的会被调低或撤销医院级别。等级共三级六等，由高至低依次为三级甲等，三级乙等，二级甲等，二级乙等，一级甲等，一级乙等。

### 三级特等
在2011年新版评审办法出台前，三级特等医院是先前“三级十等”级别划分中所谓的最高等级。中国卫生部曾在2010年宣称将遴选部分国家级优质医院成为三级特等医院。然而在实际操作中，中国从未评审过任何三级特等医院。

### 三级甲等
三级甲等医院（简称“三甲医院”）是依照中国现行“三级六等”的医疗机构划分等级中的最高级别。

## 数据统计
据《2023年我国卫生健康事业发展统计公报》统计，截止2023年末，中国共有三级医院3855个（其中：三级甲等医院1795个），二级医院11946个，一级医院13252个，未定级医院9302个。
| 醫院              |           |                |
| 公立醫院：11772家 | 醫院 等級 | 三級：3855家   |
| 民营醫院：26583家 | 醫院 等級 | 二級：11946家  |
| 醫院總數：38355家 | 醫院 等級 | 一級：13252家  |
| 醫院總數：38355家 | 醫院 等級 | 未定級：9302家 |